# Palais de l'archiduc Albert
Le palais de l'archiduc Albert (ou Albrechtspalais) est un palais de Vienne, dans l'Innere Stadt, à l'angle de l'Albertinaplatz et de Augustinerstraße, qui abrite le musée Albertina.

## Histoire

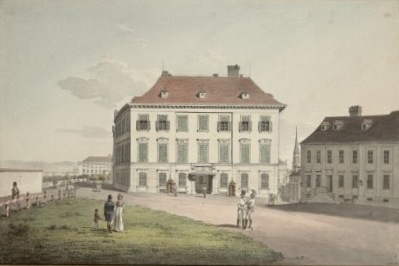
L'Augustinerbastei et le palais de l'archiduc Albert en 1816

Un premier bâtiment est construit au bout de l'Augustinerbastei (de) en même temps que les dernières fortifications au XVIIe siècle. De 1742 à 1745, Marie-Thérèse d'Autriche fait élever un palais sous la maîtrise d'Emmanuel de Silva-Tarouca qui prend d'abord le nom de Palais Taroucca. En 1795, il devient la propriété d'Albert de Saxe-Teschen, oncle par alliance de l'empereur François II, qui intègre par un mariage la Maison de Habsbourg-Lorraine. Il commence une collection d'œuvres d'art qui prendra fin avec la monarchie et reste dans le palais. Louis Montoyer fait agrandir le palais de 1801 à 1805 jusqu'à ce qu'il devienne adjacent à la Hofburg.

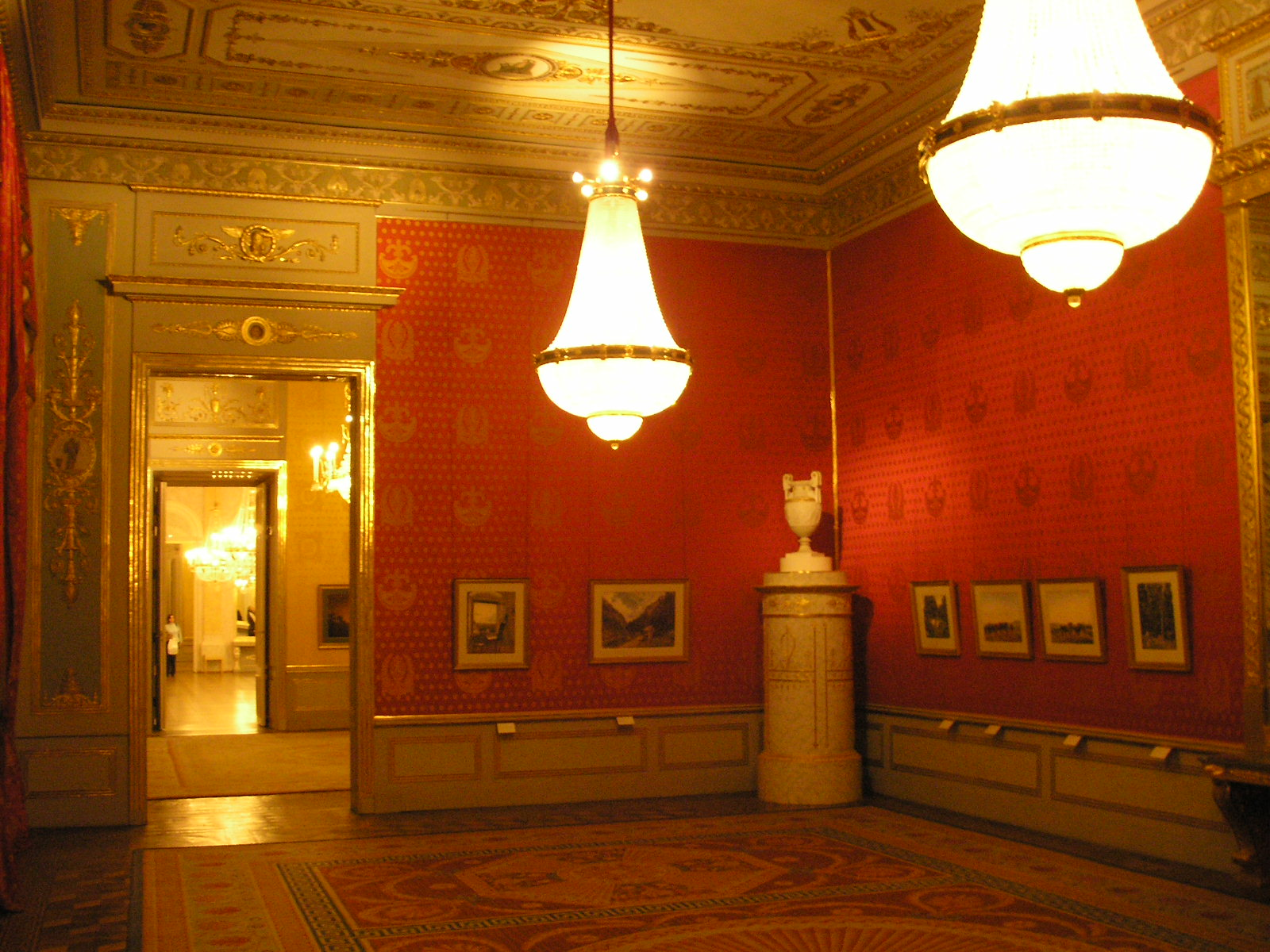
Salle du musée Albertina

Après la mort du duc Albert en 1822, il revient à son héritier Charles-Louis d'Autriche-Teschen qui demande à Joseph Kornhäusel d'en modifier l'intérieur. Il est ensuite la propriété de son fils, l'archiduc Albert puis du neveu de celui-ci, l'archiduc Frédéric.
En 1867, on apporte à la façade des modifications mineures dans le style de l'historicisme. L'Albrechtsbrunnen est construite entre 1864 et 1869.
En 1919, le palais et la collection d'œuvres sont un entail pour les héritiers de la monarchie, ils deviennent au mois d'avril la seule propriété de la République Autrichienne. l'archiduc Frédéric de Teschen quitte le palais pour émigrer en Hongrie.
Le musée ouvre ses portes en 1921. En mars 1945, le palais est lourdement endommagé par les bombardements et reconstruit sous une forme simplifiée après la guerre.
De 1998 à 2003, l'Albertina est entièrement rénové et modernisé. Ces changements sont d'abord rejetés par la Bundesdenkmalamt (de) puis validés par le ministère. La réparation du toit est financée principalement par un mécénat privé qui fait appel à Hans Hollein, ce qui suscite une polémique.
Outre la collection de l'Albertina, on trouve dans le palais la section "Musique" de la Bibliothèque nationale autrichienne et le musée du cinéma autrichien.

## Source, notes et références
- (de) Cet article est partiellement ou en totalité issu de l’article de Wikipédia en allemand intitulé « Palais Erzherzog Albrecht » (voir la liste des auteurs).